# Freudiana (musical)
Freudiana è un musical in lingua tedesca che debuttò nel 1990. Dal musical è stato tratto l'album Freudiana  (1991) di Eric Woolfson.

## Numeri musicali
1. Freudiana (instrumental) (3:07)
2. Kleiner Hans (3:08)
3. Ich Bin Dein Spiegel (4:00)
4. Es Ist Durchaus Nicht Erwiesen (4:42)
5. Dora (3:55)
6. Du Bist Allein (4:24)
7. Ausgestossen (3:58)
8. Doctor Charcot (4:54)
9. Frau Schmetterling (4:11)
10. Der Ring (3:06)
11. Vision Dora (instrumental) (3:00)
12. Nie War Das Gluck So Nah (3:20)
13. U-Bahn (3:45)
14. Wer Ging Den Weg (5:04)
15. Oedipus - Terzett (6:25)
16. Chorus (0:58)
17. Freudiana (4:58)